# 缓冲物质
缓冲物质指能调节溶液的pH值，使溶液的pH值在加入一定量的酸性物质或碱性物质时保持恒定或小范围变化的一种物质。有的缓冲物质显酸性，有的缓冲物质显碱性。缓冲物质在农业、食品保存与医药等方面应用广泛。
缓冲物质可以是弱碱或弱酸，通常把缓冲物质添加到水中或其他溶剂中以制成缓冲溶液，以起到缓冲作用。例如，缓释阿司匹林中含有一些缓冲物质，例如氧化镁，使药物在经过病人的胃部时不会因与胃酸作用而改变其pH使药物失效。缓冲物质的另一种应用是用于治疗胃酸过多的抗酸片，可使胃中过多胃酸得到中和。

## 原理
弱酸和与其对应的弱酸盐（或弱碱和与其相对应的弱碱盐）可以形成一对缓冲对。当溶液中加入少量酸性物质时，缓冲对中的碱性组分与之反应中和，当溶液中加入少量碱性物质时，缓冲对中的酸性组分与之反应中和。由勒夏特列原理，平衡均向减弱pH变化方向移动，使溶液酸碱度大体保持不变。
由亨德森-哈塞尔巴尔赫方程，缓冲溶液的pH值由下式给出：
{\displaystyle \ pH=\log _{10}{\frac {\left[A^{-}\right]}{\left[H\!A\right]}}}
式中HA指缓冲对组分中的酸性物质，A指碱性物质。由该式也可看出，当加入的物质浓度不大时，该溶液的pH基本不变。

### 缓冲指数
缓冲指数是衡量缓冲物质调节溶液pH能力大小的参数，即在单位体积某浓度缓冲溶液中使pH值改变一个单位时，所需加一元强酸或一元强碱的物质的量。计算式为：
{\displaystyle \ \beta ={\frac {dc}{dpH}}}
一定pH区间内的缓冲指数被称为缓冲容量，计算式为：
{\displaystyle \ \alpha ={\frac {\Delta c}{\Delta pH}}}

## 应用

### 农业
缓冲物质在农业上有较多应用，常用于调节土壤pH值以防止土壤板结或保持肥力。如磷酸二氢钾与磷酸氢二钾组成的缓冲对。这一物质一般呈弱酸性，常与尿素或磷酸铵肥料一起，以最大限度地减少pH值的波动，防止氮的损失，同时提供钾离子作为钾肥。

### 人体
缓冲物质对人体内环境稳态的调节具有重要作用。人体血液中含有磷酸二氢根-磷酸氢根、碳酸-碳酸氢钠等多对缓冲对，维持血液的pH在7.35至7.4之间。其中特别重要的是碳酸-碳酸氢钠缓冲对。当人体内酸性物质增多时，如剧烈运动使机体无氧呼吸积累乳酸，此时碳酸氢钠与酸性物质反应生成碳酸；当人体内碱性物质增多时，如代谢产氨增加，此时碳酸与碱性物质反应生成碳酸氢钠。人体内碳酸过多时又会分解为水与二氧化碳，通过刺激脑干呼吸中枢通过加快呼吸排出体外；人体内碳酸氢钠过多时又会通过一系列代谢生成碳酸钠经肾通过排尿排出体外。